# Dakota Building
Pour les articles homonymes, voir Dakota.
Le Dakota Building (The Dakota) est un immeuble de New York construit dans le style néo-Renaissance entre le 25 octobre 1880 et le 27 octobre 1884.
Il se situe au coin Nord-Ouest de la 72e Rue et de Central Park West dans l'arrondissement de Manhattan, à New York. Il fut dessiné par l'architecte Henry Janeway Hardenbergh, qui réalisa également le Plaza Hotel, pour le compte d'Edward Clark, le dirigeant de la Singer Corporation.
Il est connu pour avoir été la résidence de John Lennon et l'endroit où il a été assassiné, le 8 décembre 1980.

## Description

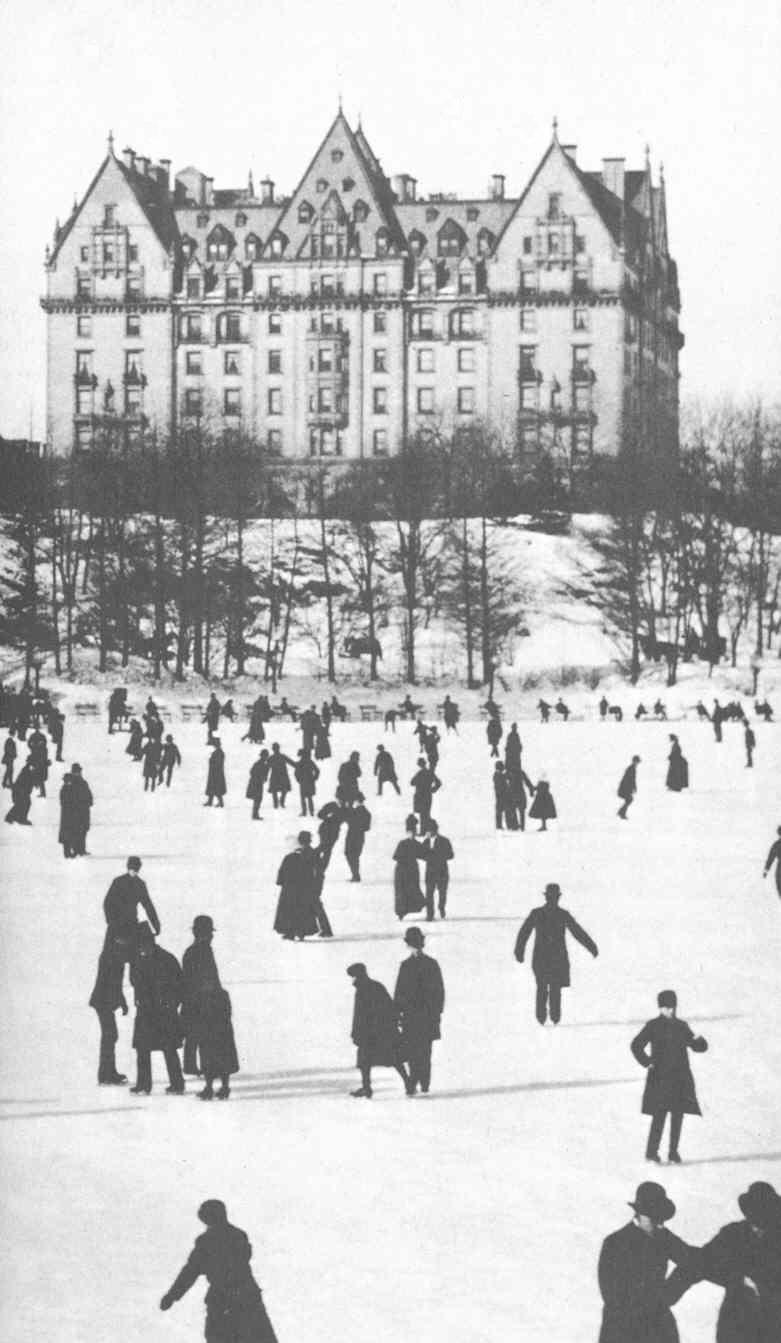
Le Dakota vers 1880.

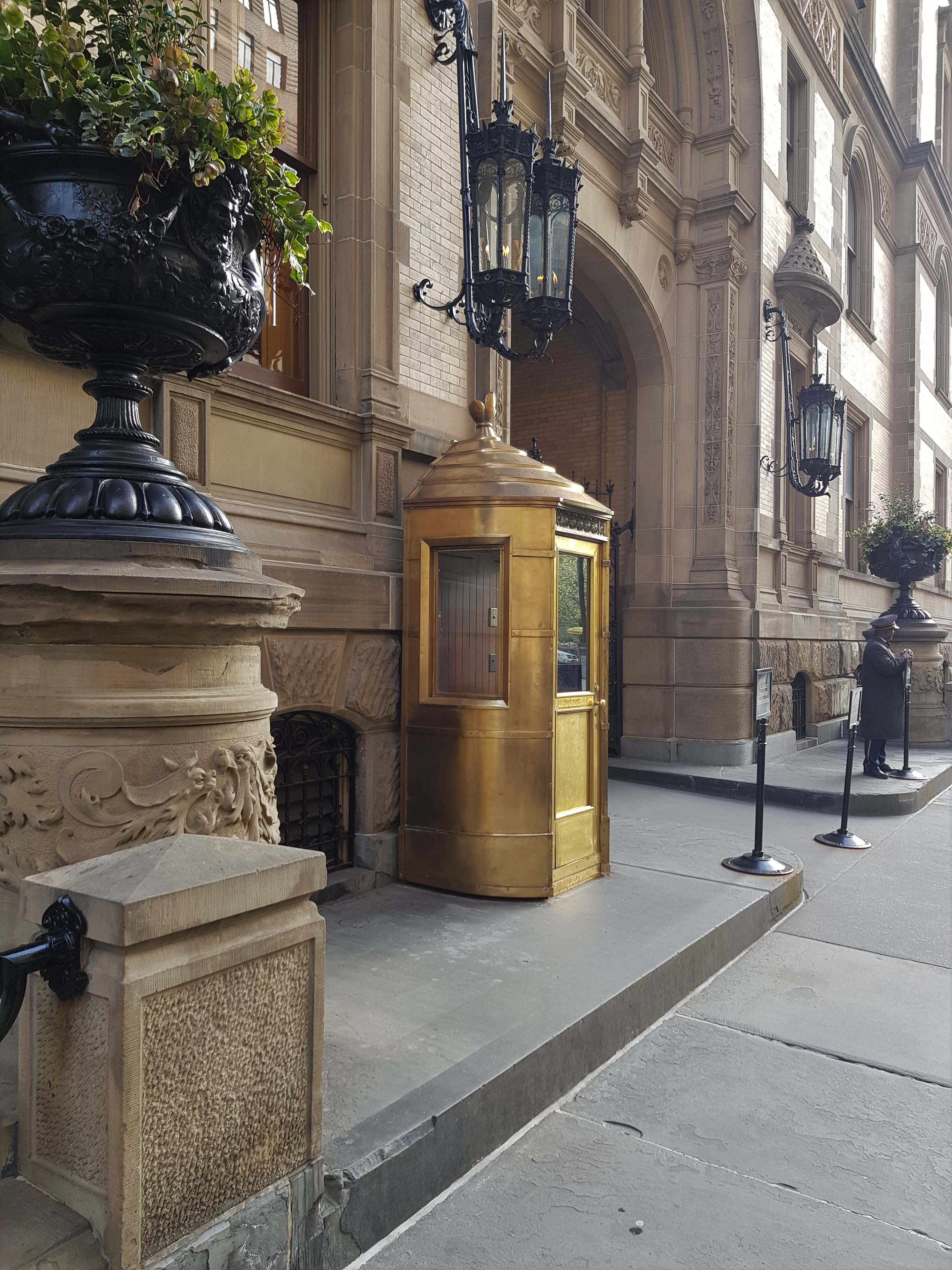
Le porche d'Entrée du Dakota Building.

Le Dakota est construit autour d'une cour accessible par une porte cochère assez large pour laisser passer des attelages à chevaux.
L'agencement des appartements est similaire au style français pendant cette période, avec des pièces accessibles en enfilade mais également depuis un hall ou un couloir. Cet agencement permet également au personnel d'avoir des circulations discrètes.
Les pièces principales donnent sur la rue et les pièces secondaires comme les chambres la cour. C'est l'un des premiers immeubles de New York à avoir des appartements traversants.

Vue de la façade Sud (dessin).

À l'époque, le Dakota avait 65 appartements tous différents les uns des autres et comptant de 4 à 20 chambres. Les appartements étaient accessibles par des ascenseurs placés aux quatre coins de la cour. Des escaliers et des ascenseurs de service desservaient les cuisines.
Les infrastructures étaient exceptionnelles pour l'époque. L'électricité était produite sur place, et l'immeuble possédait le chauffage central.
Le Dakota a connu un succès immédiat, les appartements étaient tous loués avant que l'immeuble ne soit occupé. Pour la haute société de New York, c'était à la mode d'habiter dans ce genre d'immeubles, et le succès du Dakota a engendré la construction de nombreux autres immeubles d'appartements de luxe identiques à New York.
En 1976, l'immeuble est classé monument historique national.
Le Dakota est entré dans l'histoire à cause d'un drame. John Lennon, le cofondateur des Beatles, et son épouse Yoko Ono habitaient un appartement du Dakota Building depuis le milieu des années 1970. Le 8 décembre 1980, alors qu'il revenait d'une séance en studio pour son dernier disque, Lennon est assassiné dans le hall d'accès de l'immeuble par Mark David Chapman, un déséquilibré mental, à qui il avait signé un autographe quelques heures plus tôt et qui l'avait attendu pour commettre son crime. Depuis, chaque 8 décembre, un hommage est rendu au chanteur au mémorial Strawberry Fields (Central Park), situé en face de l'immeuble. Ono occupe toujours le même appartement.
L'actrice Lauren Bacall y a aussi occupé un appartement où elle est décédée le 12 août 2014 à l'âge de 89 ans.

## Dans la culture populaire
- Appartement de référence des années 1880 dans le roman de Jack Finney Le Voyage de Simon Morley (1970).
- Au moment d’adapter à l’écran le roman d'Ira Levin Rosemary's baby (1967), et dans le but d’illustrer l’énigmatique et maléfique demeure new-yorkaise habitée par les Woodhouse, le réalisateur Roman Polanski opte pour le Dakota. Seuls quelques plans extérieurs sont tournés à proximité, le reste étant réalisé dans des studios californiens (les caméras étant interdites dans la résidence). Toutefois, dans le générique d’introduction du film, le survol des toits de la ville est saisi du haut d'un immeuble faisant face au Dakota, mettant ainsi en lumière ce dernier. Cette entrée en matière imprégnera le film d’une atmosphère singulière. Pour les besoins du film, l’immeuble Dakota est baptisé l’immeuble Bramford[2].
- Il apparaît dans le jeu Cities XL de 2009 en tant qu'immeuble pour élites (haute densité).
- Il est utilisé au tout début du film Vanilla Sky (2001), comme le lieu où vit David Aames, l'héritier[2].
- Dans la série littéraire d'Harlan Coben Myron Bolitar (1995), l'immeuble est la résidence du personnage Windsor Horne Lockwood III alias « Win ».
- Pendergast, l'agent spécial des romans de Douglas Preston et Lincoln Child, y possède trois appartements, qu'il a réunis en un seul.
- Dans le roman Dakota song, l'auteure française Ariane Bois décrit la vie agitée de ses habitants célèbres dans les années 1970[3].
- Dans le roman de Jack Finney Le voyage de Simon Morley, grand prix de l'imaginaire en 1994, il est un des sites choisis pour le retour dans le passé.
- Il sert à nouveau de décor sous le nom de Bramford dans le film Apartment 7A, sorti en 2024, un préquel au Rosemary de Polanski.

## Résidents célèbres
Parmi les résidents célèbres du Dakota se trouvent notamment :
- Albert Maysles, réalisateur de films documentaires[4] ;
- Boris Karloff, acteur[5],[2] ;
- Connie Chung, journaliste et reporter, et son mari, le présentateur de télévision Maury Povich ;
- Jack Palance, acteur[6],[2] ;
- Jason Robards, acteur[7] ;
- José Ferrer, acteur ;
- Judy Garland, actrice et chanteuse[8],[5] ;
- Lauren Bacall, actrice, elle y est décédée en 2014[9],[2] ;
- Leonard Bernstein, compositeur et chef d'orchestre[2] ;
- Roberta Flack, chanteuse[10] ;
- Robert Ryan, acteur (Robert Ryan sous-louait son appartement à John Lennon et Yoko Ono, qui l'achetèrent à sa mort)[11],[2] ;
- Rudolf Noureev, danseur[12],[2] ;
- William Inge, dramaturge[8] ;
- John Lennon, compositeur et chanteur[13] ;
- Sean Lennon, chanteur, fils de John et Yoko ;
- Yoko Ono, artiste, épouse de John Lennon[13] ;
- Zero Mostel, acteur ;
- la copropriété a refusé les candidatures de Madonna, Michael Jackson, Liam Gallagher[14], Melanie Griffith, Antonio Banderas, Billy Joel et Gene Simmons[2].